# Municipio de Decatur (Míchigan)
El municipio de Decatur (en inglés: Decatur Township) es un municipio ubicado en el condado de Van Buren en el estado estadounidense de Míchigan. En el año 2010 tenía una población de 3726 habitantes y una densidad poblacional de 40,43 personas por km².

## Geografía
El municipio de Decatur se encuentra ubicado en las coordenadas 42°6′47″N 85°55′27″O / 42.11306, -85.92417. Según la Oficina del Censo de los Estados Unidos, el municipio tiene una superficie total de 92.16 km², de la cual 90.33 km² corresponden a tierra firme y (1.98%) 1.83 km² es agua.

## Demografía
Según el censo de 2010, había 3726 personas residiendo en el municipio de Decatur. La densidad de población era de 40,43 hab./km². De los 3726 habitantes, el municipio de Decatur estaba compuesto por el 89.02% blancos, el 2.28% eran afroamericanos, el 1.26% eran amerindios, el 0.3% eran asiáticos, el 0.03% eran isleños del Pacífico, el 3.52% eran de otras razas y el 3.6% pertenecían a dos o más razas. Del total de la población el 8.32% eran hispanos o latinos de cualquier raza.